# Беркут (снегоход)
ТТМ-1901 «Беркут» — российский снегоход (снегомобиль), выпускаемый Нижегородским заводом транспортно-технологических машин «Транспорт».

## Назначение
Модель предназначена для контроля состояния линий электропередач и связи, магистральных трубопроводов, для патрулирования различных объектов, а также охоты и активного отдыха. «Беркут» обеспечивают хорошую устойчивость при движении по снегу любой плотности и глубины, при этом сохраняя комфортные условия легкового автомобиля.

## Конструкция
Представляет собой машину с двухместной отапливаемой кабиной от автомобиля «Ока», закрывающимся багажником в передней части и грузовой платформой сзади. Ходовая часть — две стальные лыжи с загнутыми хвостовиками и две гусеничные тележки. Лыжи установлены на телескопических стойках с пружинами и гидравлическими амортизаторами, поворачивающихся в бронзовых втулках основания подвески. Лыжа, стойка с втулкой и пружина при поворотах вращаются относительно неподвижного упора.
Гусеницы резинокордовые шириной 500 мм, армированные стеклопластиковыми стержнями, имеют выступающие гребни для зацепления со звездочками и металлические скобы для скольжения по ним рельсов ходовых тележек, заимствованными от снегохода «Тайга».
Двигатель карбюраторный ВАЗ-21213 установлен продольно в задней части кузова, развёрнут маховиком вперед. Коробка передач пятиступенчатая от «классики». От неё крутящий момент передается через карданный вал с эластичной муфтой и механизмом трансмиссионного тормоза на межбортовой редуктор с дифференциальным механизмом, полуоси и ведущие звёздочки.

### Комплектация
штатная:
- реечный домкрат, ручная лебёдка для самовытаскивания, лопата.

дополнительная:
- сани полной массой до 300 кг;
- предпусковой подогреватель двигателя и автономный отопитель салона Webasto;
- аудиооборудование и спутниковая навигация.

По состоянию на 2011 год было выпущено около 20 экземпляров данного снегохода.

## «Беркут-2»
Обновлённая модель ТТМ-1901 получила новую пластиковую кабину с открывающимися на 180° и фиксируемыми вдоль бортов дверями. Салон и панель приборов заимствованы от «Приоры». Двигатель и ходовая часть остались прежними. Была применена виброакустическая изоляция кабины от моторно-трансмиссионного агрегата с использованием сайлент-блоков, что позволило улучшить стабильность управления машиной, а также серьёзно уменьшить шум в салоне. Был установлен гидроусилитель рулевого управления от «Шевроле-Нивы». В кабине улучшена система отопления — благодаря двум печкам температура в салоне сохраняется +18 °C даже при −50 °C за бортом.
Заводом-изготовителем прорабатывается вопрос установки автоматической коробки передач и подходящего по характеристикам дизельного двигателя.

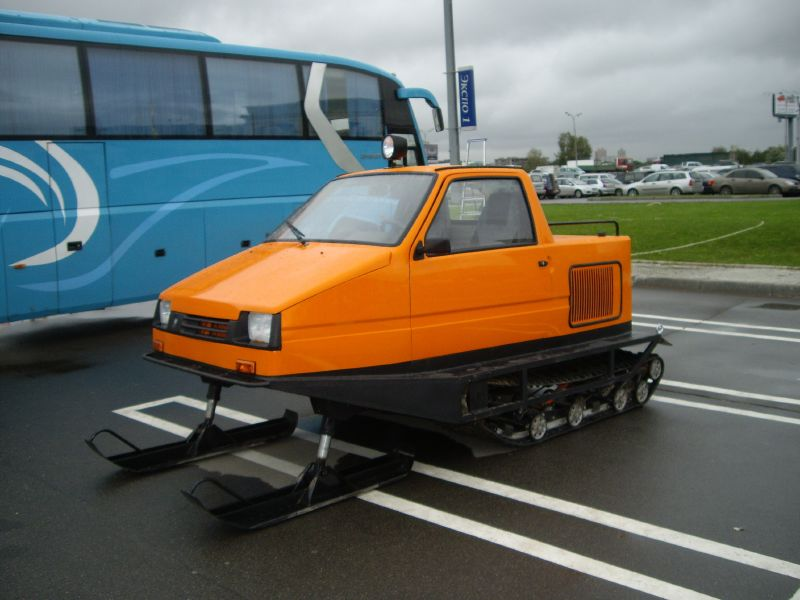
«Беркут-1»
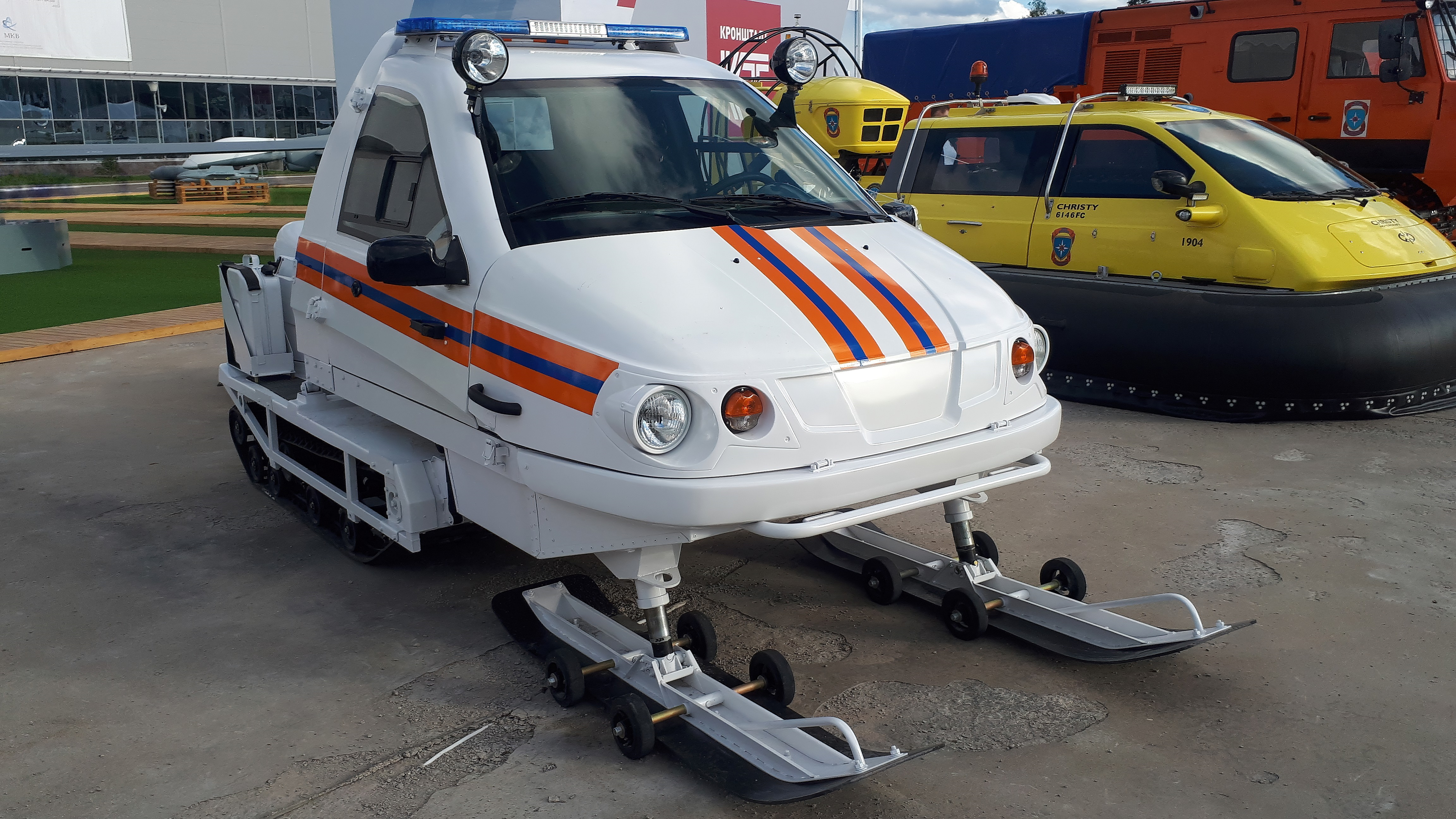
«Беркут-2»

### На вооружении

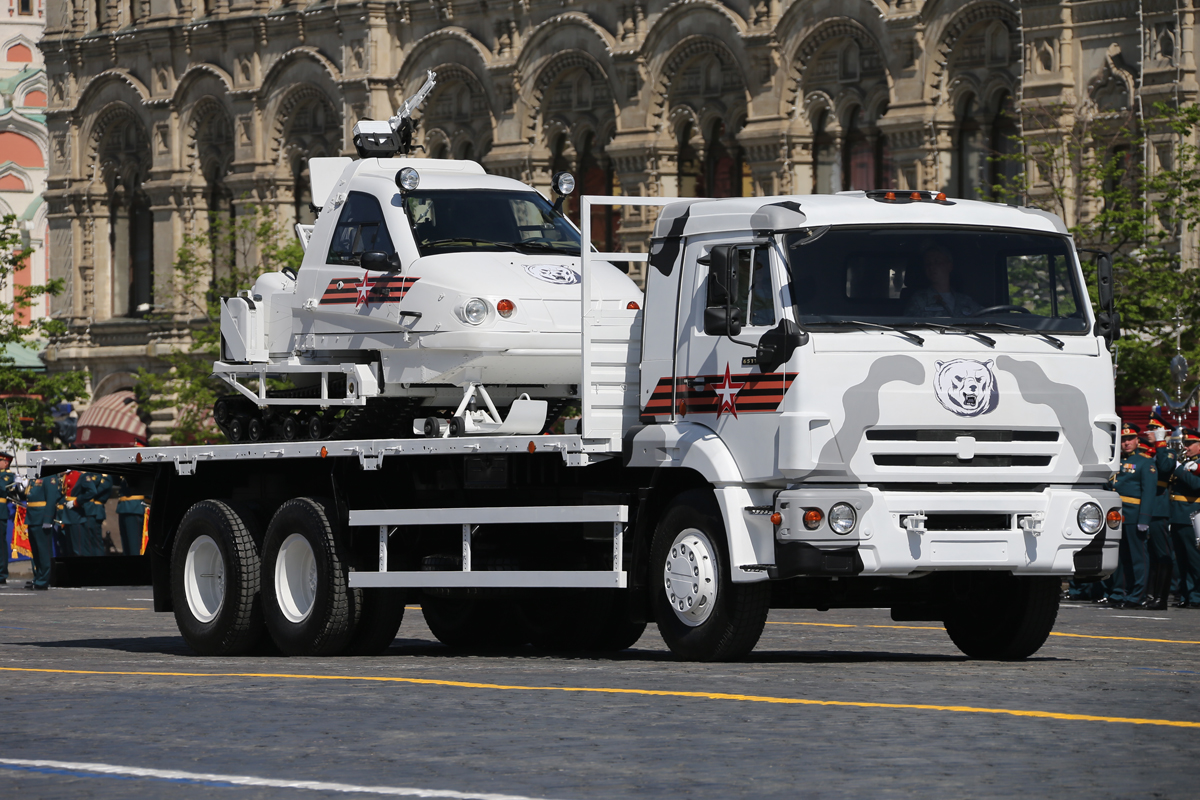
Парад 9 мая 2018

Благодаря уникальным качествам снегохода, а также применению комплектующих только российского производства в 2015 году «Беркут-2» поставлен на вооружение в Пограничные войска РФ. Военная модификация снегохода отличается возможностью установки в закабинной части на турели пулемёта «Печенег». Также на месте водителя появился прибор ночного видения, а на крышу вынесена фара-прожектор.
В 2018 году «Беркут-2» участвовал в параде Победы в Москве.

## Транспортировка
Обе модели машины могут перевозиться на большие расстояния в кузове грузовика типа «ГАЗель», причём заезжать туда по импровизированному трапу снегоход может своим ходом.